# چارلز امت مک
چارلز اِمِت مک (انگلیسی: Charles Emmett Mack؛ ‏ ۲۵ نوامبر ۱۸۹۵ – ۱۷ مارس ۱۹۲۷) بازیگر اهل ایالات متحده آمریکا بود.
از فیلم‌هایی که وی در آن نقش داشته‌است، می‌توان به زن دنیادیده، اولین اتومبیل و بد کمپانی اشاره کرد.